# René Lorsay
René Lorsay, de son nom d'état-civil René Martin, né le 14 mai 1898 au Vigan et mort le 10 mai 1922 à Paris, est un acteur français du cinéma muet.

## Biographie
Appartenant à la classe 1898, René Martin est étudiant à Nice lorsqu'il est convoqué devant le conseil de révision en mars 1917. Il est exempté de service militaire en raison d'une insuffisance mitrale très accusée. Cette décision est confirmée lors d'un second passage devant la même instance en février 1918.
Mort avant sa vingt-quatrième année, René Lorsay fut considéré par les critiques comme « un jeune premier qui promettait » et "un des espoirs de notre écran".

## Filmographie
- 1918 : L'Obstacle, de Jean Kemm : Didier d'Alein
- 1918 : Johannes, fils de Johannes, drame en 3 parties d'André Hugon et Louis Paglieri : Johannes fils
- 1919 : Ramuntcho, court-métrage de Jacques de Baroncelli : Ramuntcho
- 1919 : Son aventure, court-métrage de René Hervil
- 1919 : Mam'zelle Chiffon / Mademoiselle Chiffon, d'André Hugon
- 1921 : L'Atlantide, de Jacques Feyder : le lieutenant Olivier Ferrières